# Kim Il-yeop
Kim Il-yeop (n. 28 aprilie 1896 – d. 1 februarie 1971) a fost o scriitoare, activistă pentru drepturile femeilor și călugăriță budistă coreeană. Numele său real a fost Won-ju.